# Banquete de los eruditos
El Banquete de los eruditos o Banquete de los sabios (o "Dipnosofistas", del griego Δειπνοσοφισταί, Deipnosophistaí; de deipnon, "cena", y sophistai, "sofistas") es una extensa obra de investigación literaria y anticuaria del escritor helenístico Ateneo de Náucratis escrita en Roma a principios del siglo III d. C. Pretende ser un relato dado por su autor, Ateneo, a su amigo Timócrates de una serie de banquetes (al parecer tres) celebrados en la casa del romano Publio Livio Larencio, erudito y adinerado mecenas de arte. 

## Contenido
Entre los personajes hay gramáticos, lexicógrafos, juristas, músicos y simpatizantes. El peso del diálogo lo lleva Ulpiano de Tiro, huésped de un placentero banquete cuyo objetivo principal es la conversación literaria, histórica y anticuaria. Es, por lo tanto, un diálogo dentro de un diálogo, al modo de Platón, aunque cada conversación es tan larga que, siendo realistas, ocuparía varios días. De entre los veintinueve invitados son nombrados Galeno, Ulpiano y Plutarco, pero tal vez todos deban ser tomados como personajes ficticios, y, en su mayoría, poca o ninguna parte toman en la conversación. Si Ulpiano es idéntico al famoso jurista, el Banquete debe haber sido escrito después de su muerte, ocurrida en el año 228; pero el jurista fue asesinado por la Guardia Pretoriana, mientras que el Ulpiano del Banquete tuvo una muerte natural.
La obra tiene un valor incalculable al suministrar información novelada sobre el mundo literario helenístico de la clase ociosa durante el Imperio romano. Para la mayoría de los lectores modernos, aún más útil es la riqueza de la información proporcionada en el Banquete sobre la temprana literatura griega. En el curso del debate sobre autores clásicos, los participantes hacen citas, largas y cortas, de las obras de unos 700 autores griegos antiguos y 2.500 escritos independientes, muchos de ellos de otro modo carentes de registros. Comida y vino, lujo, música, costumbres eróticas, chismes literarios y filología son algunos de los principales temas de discusión, e historias que hay detrás de muchas obras de arte como la Venus Calipigia también se transmiten en sus páginas.

### Alimentación y gastronomía
El Banquete es una importante fuente de recetas de cocina en griego clásico. Cita el texto original de una receta procedente del libro de cocina perdido de Miteco, la más antigua en griego y la más antigua de un autor nombrado en cualquier idioma. Otros autores citados por sus recetas son Glauco de Locri, Dionisio, Epeneto, Hegesipo de Tarento, Erasístrato, Diocles de Caristo, Timaquidas de Rodas, Filistión de Locri, Eutidemo de Atenas, Crisipo de Tiana y Páxamo.

### Homosexualidad
Además de sus enfoques principales, el texto ofrece un retrato excepcionalmente claro de la homosexualidad en el helenismo tardío. Los libros XII-XIII contienen una gran cantidad de información para el estudio de la homosexualidad en la Grecia romana. Está sujeto a una gran discusión en la que participan Alcibíades, Cármides, Autólico, Pausanias y Sófocles. Por otra parte, se nombran muchas obras sobre el tema hoy perdidas, incluidas algunas de los dramaturgos Dífilo, Cratino, Esquilo y Sófocles, así como del filósofo Heráclides Póntico.

## Supervivencia y recepción

Deipnosophistae, 1535

El Banquete de los eruditos estaba compuesto originalmente de quince libros. La obra se conserva en un manuscrito del que la totalidad de los libros 1 y 2, y algunas otras páginas también, desaparecieron hace mucho tiempo. Se hizo un epítome o resumen en época medieval, y sobrevivió completo: desde este es posible leer las secciones perdidas, aunque en forma desarticulada. El enciclopedista Sir Thomas Browne escribió un ensayo en latín sobre Ateneo que refleja un renovado interés en el Banquete de los eruditos entre los académicos seguidores de la publicación de los Deipnosofistas en 1612 por el erudito clásico Isaac Casaubon. Browne escribió:

Ojalá sobreviva una pequeña parte de los escritores de los que Ateneo cita, dispersos aquí y allá, dichos notables, sorprendentes o divertidos, y abra el apetito de su ávido lector..... Mimos, bufones, parásitos, muchachas de laúd son soportables y no divertimento impropio para una fiesta de bebidas. Hay una historia de lo más divertida en Ateneo sobre unos muchachos en una posada de Agrigentum. Están tan enajenados con la bebida que piensan que están navegando en un barco sacudido por una tormenta salvaje. Para aligerar la nave echan por tierra todas las alfombras y la vajilla, llaman a la policía «tritones», ofrecen recompensas por su rescate a los que les reprochan, y ni siquiera retornan a sus sentidos cuando los espectadores toman sus cosas.

Escribiendo en 1867, el poeta James Russell Lowell caracterizó al Banquete y a su autor así:

El amontonamiento algo grasiento de una literatura trapera como la de Ateneo se convirtió en oro con el tiempo.

Hay lectores modernos que se preguntan si el Banquete realmente evoca un coloquio literario de disquisiciones cultas sobre una gama de temas apropiados para tal ocasión, o si tiene un corte satírico que refleja los clichés culturales de los literatos urbanos de su día.

## Edición en castellano
- Ateneo de Náucratis. Banquete de los eruditos. Introducción, traducción y notas de Lucía Rodríguez-Noriega Guillén. «Premio Nacional a la Mejor Traducción 1999» (XV libros). Gredos. Madrid. ISBN 978-84-249-1977-1.

1. Libros I-II. 1998. ISBN 978-84-249-1978-8.
2. Libros III-V. 1998. ISBN 978-84-249-1981-8.
3. Libros VI-VII. 2006. ISBN 978-84-249-2845-2.
4. Libros VIII-X. 2006. ISBN 978-84-249-2847-6.
5. Libros XI-XIII. 2014. ISBN 978-84-249-2892-6.
6. Libros XIV-XV. En preparación.